# Anaglyptus producticollis
Anaglyptus producticollis är en skalbaggsart som beskrevs av J. Linsley Gressitt 1951. Anaglyptus producticollis ingår i släktet Anaglyptus och familjen långhorningar. Inga underarter finns listade i Catalogue of Life.